# Noël Étienne Henry
Noël Étienne Henry (Beauvais, 26 novembre 1769 - París, 30 juliol 1832) fou un farmacèutic i químic francès que dirigí la farmàcia central dels hospitals de París des del 1803 fins a la seva mort, i realitzà recerca en el camp dels productes naturals.

## Vida
Henry era fill d'un comerciant modest que, després d'acabar la seva educació primària a l'escola local, fou guardonat amb una beca del govern per estudiar a París. El 1793, entrà al Collège de Navarre, un dels col·legis de la Universitat de París, on realitzà els seus estudis de secundària. Seguidament inicià els estudis de medicina, a l'Hôtel-Dieu, l'hospital més antic de la ciutat de París, al mateix temps que seguia tots els cursos de química i història natural que s'impartien al Museu Nacional d'Història Natural de França i al Col·legi de Farmàcia. En 1794, fou admès membre del Col·legi de Farmàcia i el 1797, fou nomenat sotsdirector de la Pharmacie Centrale des Hospitals de Paris, dirigida en aquell moment per Jean François Demachy (1728-1803). En 1803, després de la mort de Demachy, fou ascendit a director de la institució, servint en aquesta posició fins a la seva mort el 1832. Durant el seu mandat es reuní una col·lecció molt rica de mostres en les àrees de botànica, zoologia i mineralogia, dedicades a l'ensenyament. El 1804 fou nomenat professor adjunt de química a l'École de Pharmacie, creada una any abans, càrrec que mantingué fins al 1826. Fou un dels nou farmacèutics nomenats membres de ple dret de l'Académie Royale de Médecine, quan fou restablerta pel rei Lluís XVIII el novembre de 1820. També fou membre de la Société Philanthropique de Paris i secretari de la Commission des Remèdes Secrets, serving as one of the editors of the Codex Medicamentarius. Morí durant una epidèmia de còlera.

## Obra

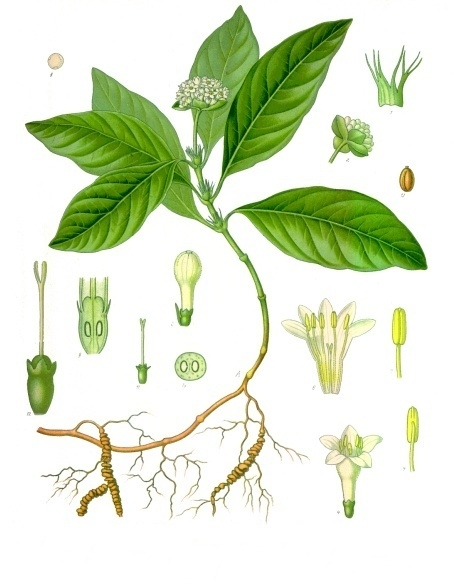
Ipecacuana, de Franz Eugen Köhler, Köhler's Medizinal-Pflanzen.

El primer article d'Henry el dedicà a l'estudi de les propietats emètiques de l'escorça de la ipecacuana grisa (Carapichea ipecacuana) i l'anàlisi de la seva arrel. El 1814 publicà una llarga memòria on comparava les propietats de tres varietats comercials de ruibarbre, procedent de la Xina, Moscou i França. Estudià les característiques de l'arrel seca de genciana (Gentiana lutea), una planta que creix als Alps, Tirol i els Pirineus, i la preparació de diversos extractes. El 1819 publicà un article on descriu els experiments que havia fet per tal de trobar si les dues escorces coneguts sota els noms Canella alba i Canella winterana eren significativament diferents. El 1823, Henry informà d'una anàlisi qualitativa de l'escorça del paratodo, una planta que creix al Brasil (molt probablement, Gomphrena officinalis).
Henry també investigà la preparació d'acetat d'etil i èter etílic, iodurs i iodats i medicaments basats en ells, estricnina, les propietats del castanyer bord (Aesculus hippocastanum), l'extracció de l'oli de ricí (Ricinus communis), de l'oli dels ous, i en les llavors de camelina sativa (Myagrum sativum); la composició de l'oli de palma i nou moscada; i l'acció del sulfat de quinina en el color dels vins.